# Atholus striatithorax
Atholus striatithorax är en skalbaggsart som beskrevs av Desbordes 1930. Atholus striatithorax ingår i släktet Atholus och familjen stumpbaggar. Inga underarter finns listade i Catalogue of Life.